# Феррадоза
Феррадоза (порт. Ferradosa)  —  бывший район (фрегезия) в Португалии,  входил в округ Браганса. Являлся составной частью муниципалитета Алфандега-да-Фе. По старому административному делению входил в провинцию Траз-уж-Монтиш и Алту-Дору. Входил в экономико-статистический субрегион Алту-Траз-уш-Монтеш, который входит в Северный регион. Население составляло 242 человека на 2001 год. Занимал площадь 14,32 км².
При реорганизации 2012-2013 годов был объединён с районом Сендин-да-Серра.